# Zugdidi
Zugdidi (gruz. ზუგდიდი) – miasto w zachodniej Gruzji, w regionie Megrelia-Górna Swanetia. Znajduje się w północno-zachodniej części tego regionu. Miasto położone jest na Nizinie Kolchidzkiej, 30 km od Morza Czarnego, w historycznej Megrelii. Niegdyś było stolicą Księstwa Megrelii. Miasto położone jest 318 kilometrów na zachód od Tbilisi i 30 kilometrów od Pasma Egrisi, na wysokości 100–110 metrów nad poziomem morza. Zugdidi jest stolicą regionu Samegrelo-Zemo Svaneti, który łączy w sobie Samegrelo (Megrelia) i górną część Swanetii oraz centrum gminy Zugdidi.
Miasto służy jako rezydencja metropolity eparchii Zugdidi i Caiszi Gruzińskiego Apostolskiego Autokefalicznego Kościoła Prawosławnego.
Zugdidi połączone jest linią kolejową z Kutaisi – oba te miasta są jej stacjami końcowymi.
11 sierpnia 2008 roku Zugdidi zostało zajęte przez rosyjskie wojska w ramach inwazji na Gruzję podczas wojny w Osetii Południowej.
W mieście rozwinął się przemysł ceramiki szlachetnej, celulozowo-papierniczy oraz spożywczy.

## Etymologia
Nazwa „Zugdidi” (ზუგდიდი) pojawia się po raz pierwszy w XVII wieku. Dosłownie oznacza to „duże wzgórze” w języku Megrelskiego (od ზუგუ zugu, „wzgórze”; დიდი didi „duży”). Alternatywna wersja nazwy zapisanej w starych źródłach to „Zubdidi” (ზუბდიდი) o tym samym znaczeniu z Megrelskiego. Lokalni gruzińscy (Megrelowie) mieszkańcy historycznych regionów Megrelii i Abchaziji również używają „Zugidi” (ზუგიდი), co jest formą skróconą. Nazwę nadano miastu ze względu na wzgórze położone we wschodniej części miasta, na którym zachowały się niewielkie pozostałości dawnej twierdzy.

## Historia
Historycznie Zugdidi było stolicą Księstwo Megrelii (Odiszi) do 1867 roku, kiedy to księstwo zostało zniesione przez Imperium Rosyjskie. Od tego czasu Zugdidi było centrum administracyjnym hrabstwu Zugdidi jako część guberni kutaiskiej do 1918 roku, kiedy to stało się częścią Demokratycznej Republiki Gruzji. Od 1930 r. centrum Rejonu Zugdidi Gruzińskiej Socjalistycznej Republiki Radzieckiej, a następnie Niepodległej Gruzji (od 1991 r.).

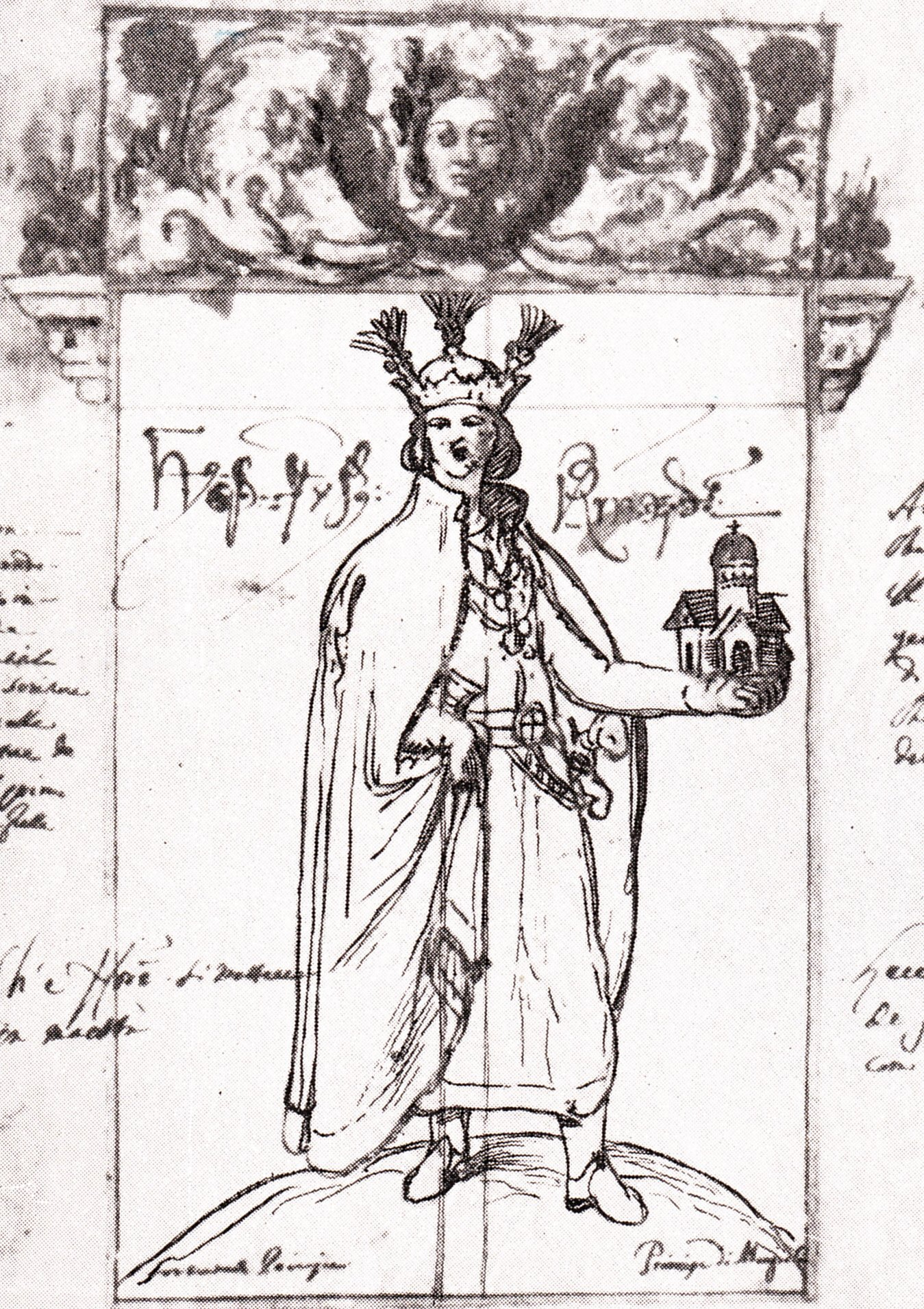
Książę Lewan II Dadiani – Teramo Castelli

W XVII-XIX wieku Zugdidi było jednym z ważnych ośrodków politycznych i kulturalnych Megrelii i całej Gruzji. Słynny gruziński średniowieczny poemat epicki Rycerz w tygrysiej skórze został przepisany przez Mamukę Tawakalaszwili tutaj na dworze księcia Lewana II Dadianiego w 1646 roku.

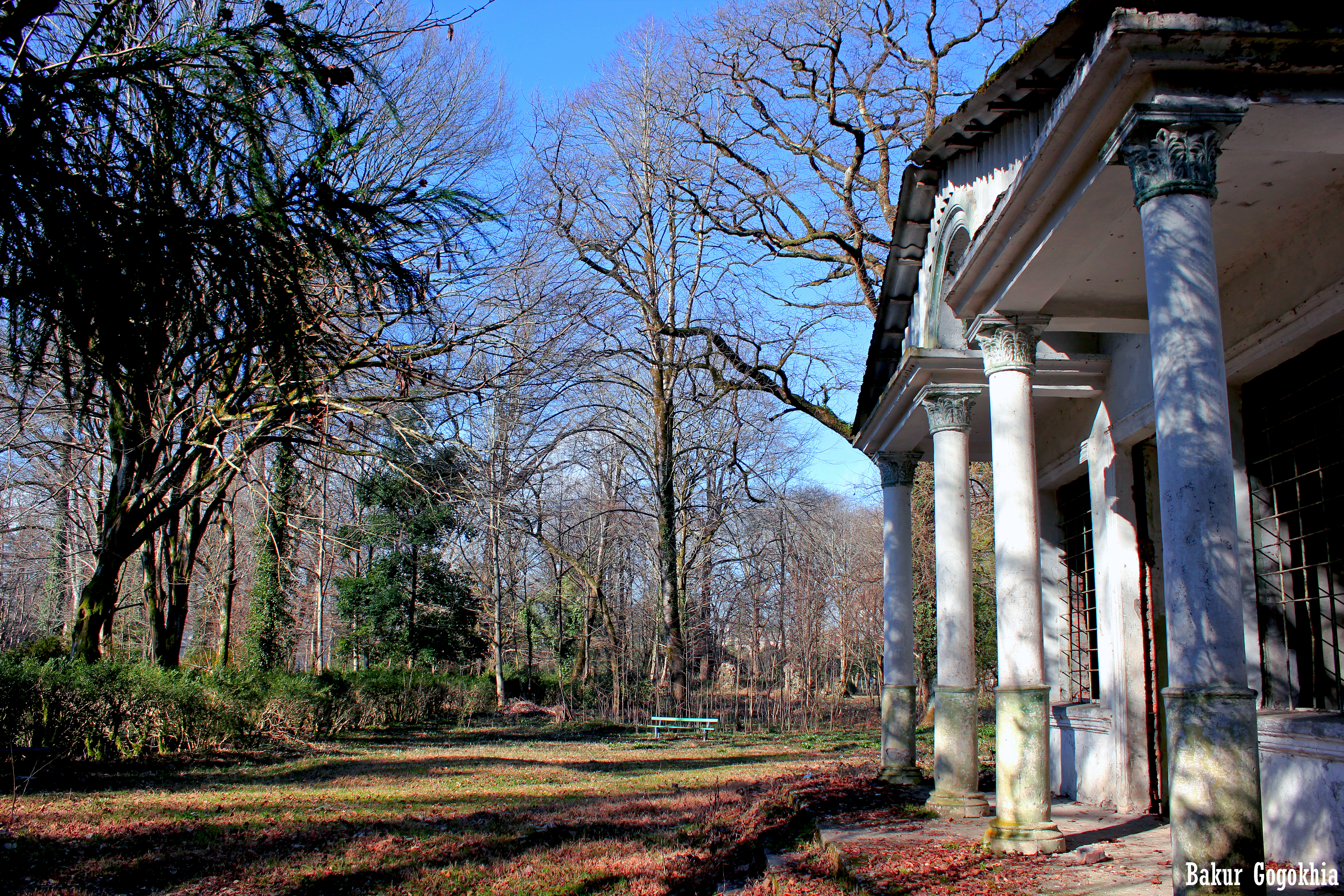
Ogród Botaniczny w Zugdidi

Podczas wojny krymskiej (1853–1856) siły osmańskie z Omerem Paszą zajęły Zugdidi w 1855 r. Na przełomie 1855 i 1856 r. miasto zostało wyzwolone przez milicję Megrelii pod dowództwem generała-majora księcia Grigola Dadianiego. Z rozkazu Iskendera Paszy Turcy splądrowali, spalili i zniszczyli całe miasto, zwłaszcza pałace i ogród botaniczny. Wiele budynków zostało również poważnie uszkodzonych podczas gruzińskiej wojny domowej w latach 1992–1993.
W 1993 r. mieściła się tam administracja pierwszego prezydenta Gruzji Zwiada Gamsachurdii oraz Rada Najwyższa Republiki Gruzji.

## Klimat
Zugdidi ma wilgotny klimat subtropikalny (Cfa) zgodnie z klasyfikacją klimatu Köppena.
| Miesiąc                                                       | Sty   | Lut   | Mar   | Kwi   | Maj   | Cze   | Lip   | Sie   | Wrz   | Paź   | Lis   | Gru   | Roczna |
| ------------------------------------------------------------- | ----- | ----- | ----- | ----- | ----- | ----- | ----- | ----- | ----- | ----- | ----- | ----- | ------ |
| Rekordy maksymalnej temperatury [°C]                          | 22.2  | 24.1  | 30.9  | 36.1  | 38.2  | 38.2  | 42.4  | 39.2  | 40.4  | 35.6  | 29.7  | 26.4  | 42,4   |
| Średnie temperatury w dzień [°C]                              | 10.2  | 11.1  | 14.8  | 19.8  | 23.3  | 26.4  | 28.1  | 28.9  | 26.4  | 22.2  | 16.4  | 12.7  | 20,0   |
| Średnie dobowe temperatury [°C]                               | 5.1   | 5.7   | 8.7   | 13.1  | 16.8  | 20.7  | 23.1  | 23.5  | 20.1  | 15.6  | 10.4  | 7.1   | 14,2   |
| Średnie temperatury w nocy [°C]                               | 1.4   | 1.6   | 4.2   | 8.2   | 12.1  | 16.3  | 19.3  | 19.3  | 15.3  | 10.7  | 6.1   | 3.1   | 9,8    |
| Rekordy minimalnej temperatury [°C]                           | -10.0 | -10.9 | -10.7 | -2.2  | 1.5   | 8.0   | 12.1  | 10.1  | 5.8   | 0.0   | -2.2  | -7.6  | −10,9  |
| Opady [mm]                                                    | 151.3 | 139.7 | 163.1 | 126.3 | 153.7 | 220.7 | 178.9 | 159.3 | 139.5 | 186.0 | 169.4 | 144.3 | 1951,8 |
| Źródło: Światowa Organizacja Meteorologiczna {{{accessdate}}} |       |       |       |       |       |       |       |       |       |       |       |       |        |

## Znani ludzie
- Niko I Dadiani (1847–1903), książę Megrelii
- Salome Dadiani (1848–1913), gruzińska księżniczka, jedyna siostra Niko Dadiani
- Andria Dadiani (1850–1910), gruziński szlachcic i szachista
- Otar Pacacia (1929–2021), trzeci premier Gruzji (1993–1995)
- Nona Gaprindaszwili (1941–), szachistka, szósta mistrzyni świata w szachach kobiet (1962–1978), pierwsza kobieta Arcymistrz
- Otar Gabelia (1953–), emerytowany piłkarz, bramkarz Dinamo Tbilisi i reprezentacji Związku Radzieckiego w piłce nożnej
- Dawit Narmania (1979–), były burmistrz Tbilisi, stolicy Gruzji
- Baczana Achalaia (1980–), polityk, który był ministrem spraw wewnętrznych Gruzji
- Dawit Kiria (1988–), gruziński kick-boxer, który startuje w dywizji lekkiej
- Ika Meporia (1989–), zawodowy piłkarz[6]

## Galeria

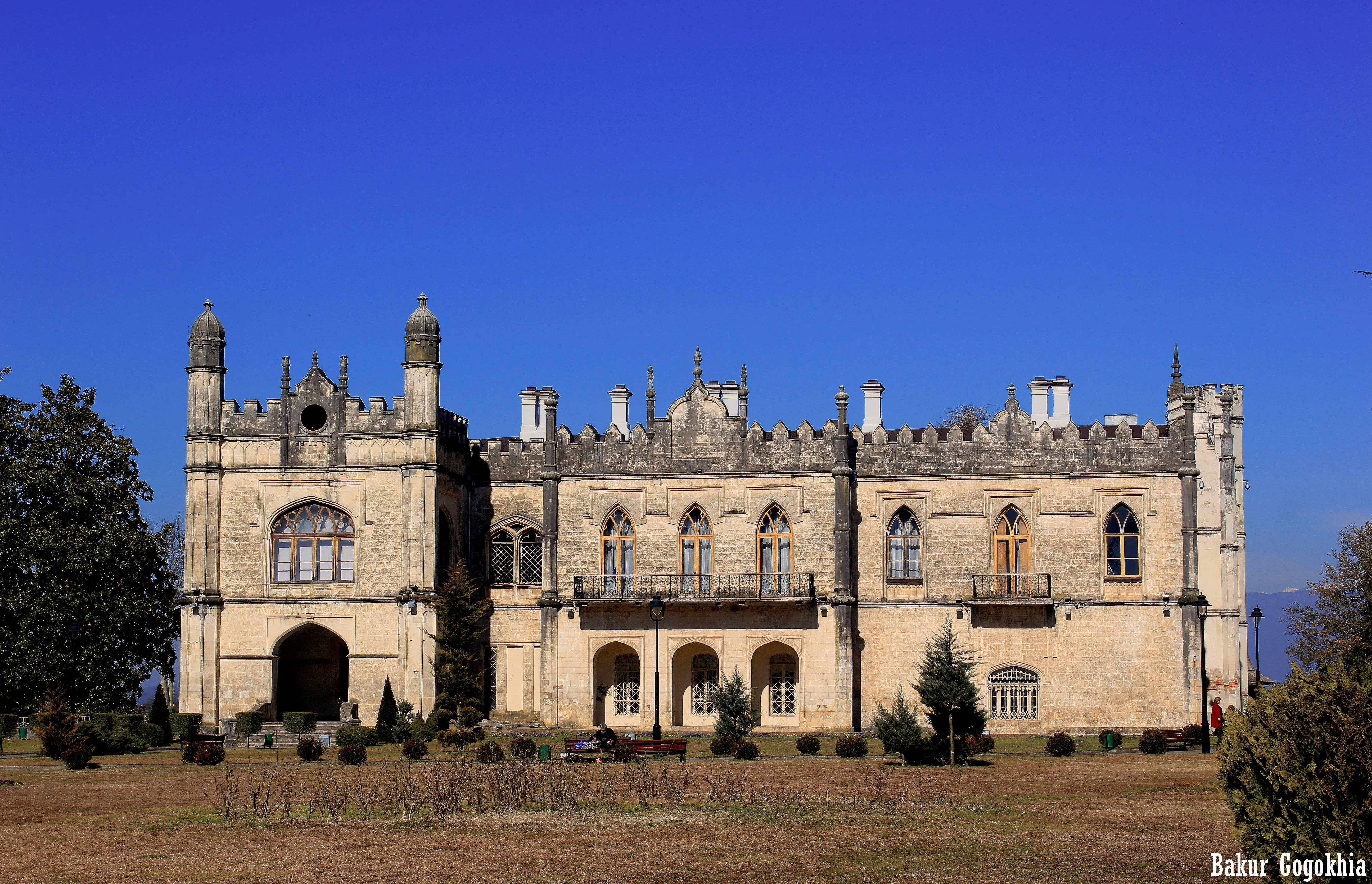
Pałac Dadiani
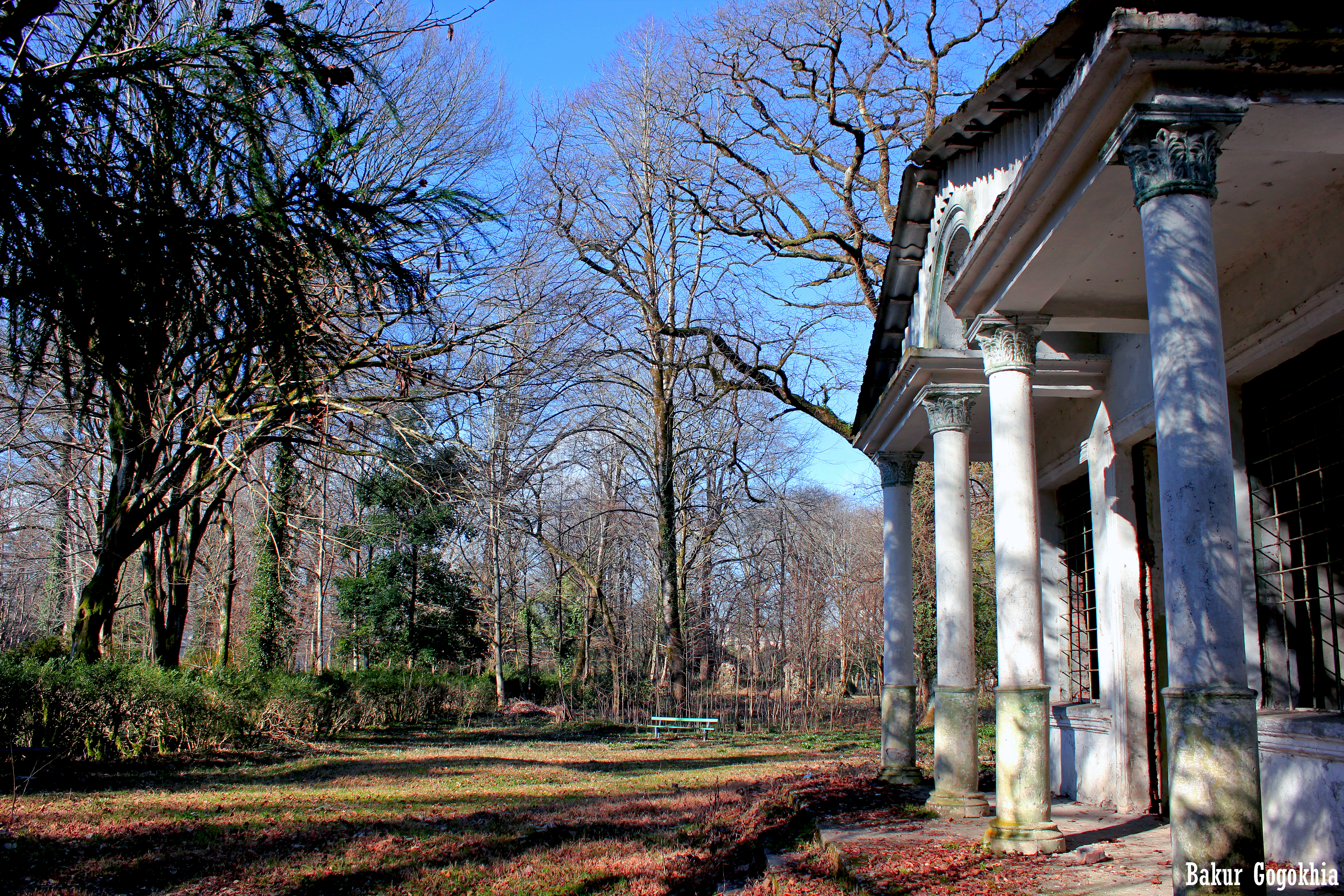
Ogród Botaniczny
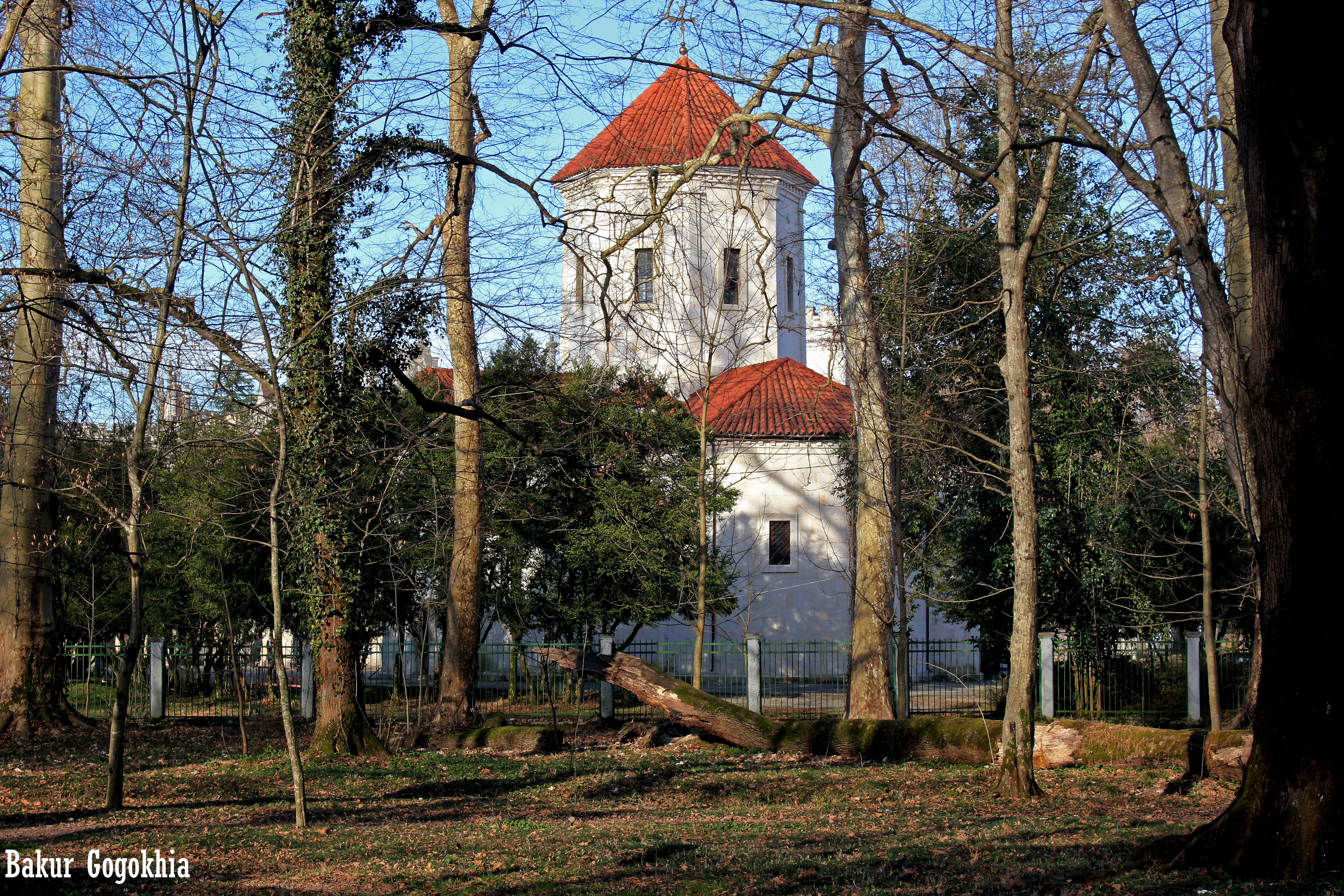
Sobór Matki Bożej
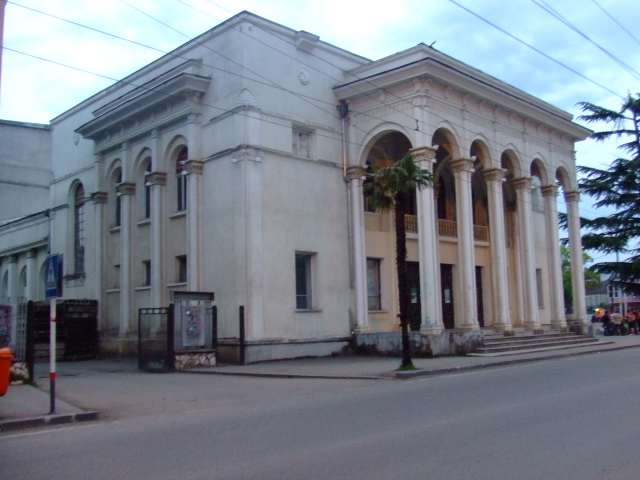
Teatr
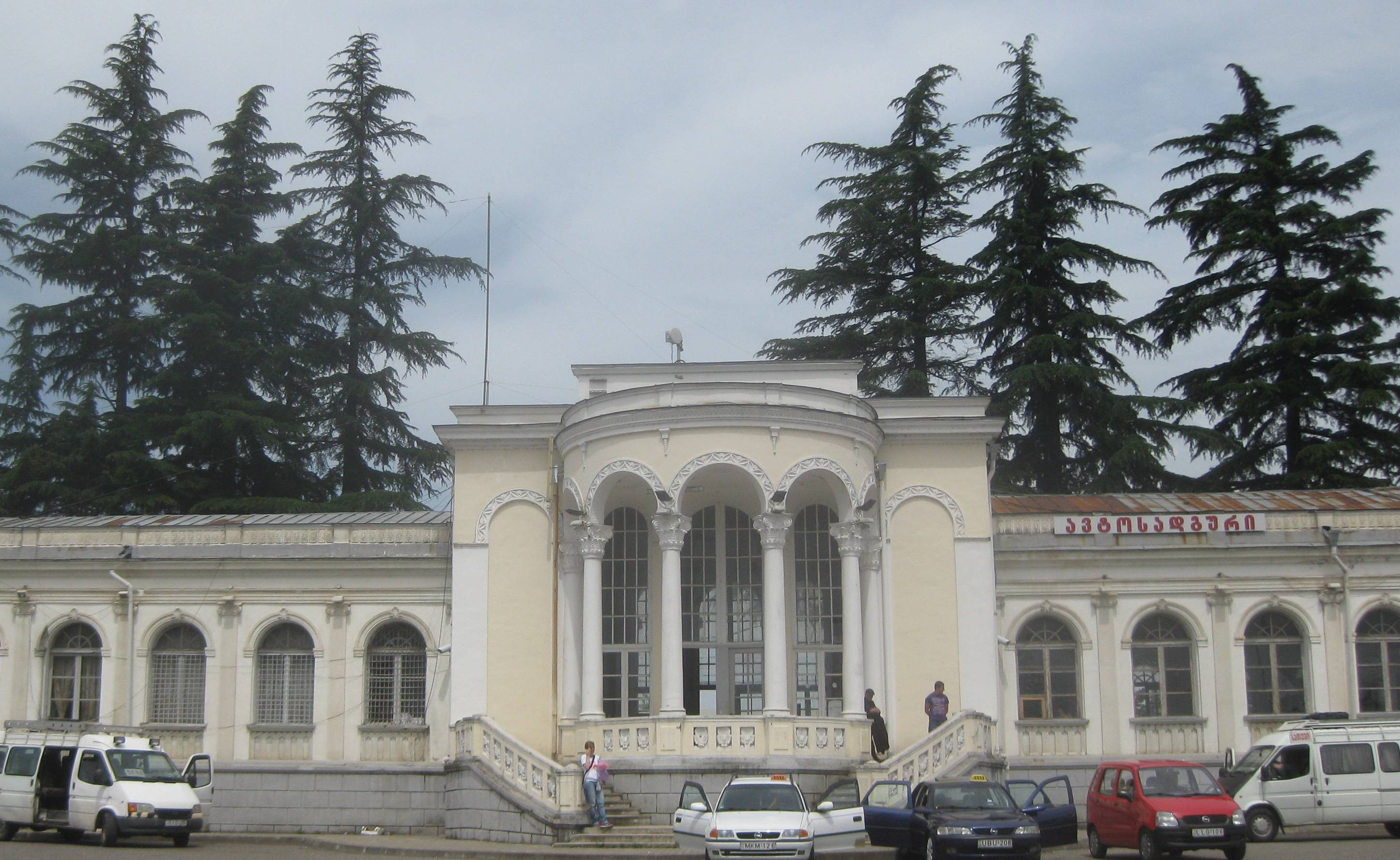
Dworzec kolejowy